# Jan-Olaf Immel
Jan-Olaf Immel, född 14 mars 1976 i Wiesbaden i Västtyskland, är en tysk före detta handbollsspelare (vänsternia). Han är 2,02 meter lång. Han ingick i det tyska lag som tog OS-silver 2004 i Aten.

## Klubbar
- TuS Dotzheim
- SG Wallau/Massenheim (–2005)
- TV Großwallstadt (2005–2007)
- TSG Münster (2007–2009)
- HSG FrankfurtRheinMain (2009–2010)
- DHC Rheinland (2010–2011)